# 震旦角石
震旦角石属（學名：Sinoceras）是一屬已滅絕的鸚鵡螺類。牠們的化石廣泛分佈在中國各地，包括貴州、湖北、湖南、四川、重庆、甘肅、江蘇、安徽、山西、西藏、新疆、浙江、陝西及雲南等地。其下皆是未定種。

## 下属物种
本属包括以下物种：
- 中华震旦角石 Sinoceras chinense [2]
- Sinoceras complexum Fang, 2021